# تونغرين
تونغرين أو أتريغوس هي مدينة تقع في إمارة ليمبورغ البلجيكية في الجنوبي الشرقي من الإقليم الفلامندي في بلجيكا. وتعد تونغيرين من أقدم المدن في بلجيكا باعتبارها عاصمة الإمبراطورية الرومانية الوحيدة داخل حدود البلاد وكان يسكنها تونغرو (Tungri) والتي تعرف باسم أتواتوكا تونقوروم.

## التاريخ
أشار الرومان إلى تونغرين باسم أتواتوكا تونقوروم (باللاتينية: Aduatuca Tungrorum أو Atuatuca Tongrorum)، وكانت عاصمة المقاطعة الرومانية تونقوروم والتي تغطي الآن ليمبورغ الحديثة وأجزاء من المناطق المحيطة بها. قبل عهد الرومان كانت المنطقة مأهولة بمجموعة من القبائل البلجية المعروفة باسم Germani cisrhenan مثل إيبورونوس.